# Boterveen
Boterveen is een buurtschap in de gemeente Westerveld in de Nederlandse provincie Drenthe. De buurtschap ligt 5 kilometer ten noorden van Dwingeloo aan de weg Boterveen en telt ongeveer 20 huizen en 50 inwoners.
In 1650 wordt de buurtschap vermeld als Buttervenna en in 1870 als Botterveenen'.
Alle postadressen van Boterveen vallen onder Dwingeloo. Het gebied ligt 10 meter boven zeeniveau. De plaatsnaam verwijst naar het feit dat het in weidegebied is gelegen, een groenland. Veen duidt dus niet naar een veengebied, venna is Oudfries voor een weide of moerasland.
Ansen (deels) · Benderse (deels) · Boschoord · Boterveen · Busselte · Darp · De Monden (deels) · Diever · Dieverbrug · Doldersum · Dwingeloo · Eemster · Eursinge · Frederiksoord · Geeuwenbrug · Het Moer · Het Schier · Havelte · Havelterberg (deels) · Holtien · Holtinge · Holtland · Kalteren · Kraloo (deels) · Leggeloo · Lhee · Lheebroek · Molenstad · Nijensleek · Oldendiever · Oude Willem  (deels) · Uffelte · Veendijk · Veldhuizen · Vledder · Vledderveen · Wapse · Wapserveen · Wateren · Westeinde · Wilhelminaoord · Wittelte · Witteveen (deels) · Zorgvlied

Drenthe: Steden en dorpen      Nederland: Provincies · Gemeenten